# Nili
Nili – miasto i powiat w środkowym Afganistanie. Jest stolicą prowincji Dajkondi. W mieście znajduje się lotnisko. Powiat wydzielono w 2005 roku z prowincji Daykundi. W 2021 roku liczyło prawie 44 tys. mieszkańców.